# Estación Las Flores
Las Flores es una estación ferroviaria perteneciente al Ferrocarril Roca, está ubicada en el partido de Las Flores, provincia de Buenos Aires y su recorrido es Plaza Constitución y Bahía Blanca, a 194 km al sudoeste de la estación Constitución.

## Servicios
Por sus vías corren trenes de carga de la empresa Ferrosur Roca.
Hasta fines de los años 90 existió el tren "Brisas del Mar" que unía, al menos tres veces por semana, Constitución, Monte, Las Flores, Rauch, Tandil, Lobería y Quequén. Además por Las Flores pasaban también otros trenes hoy desaparecidos como el "Estrella del Valle" a Neuquén y Zapala, por ejemplo.

## Historia
La estación fue inaugurada en 21 de abril de 1892 por la compañía Ferrocarril del Sud, como parte de la apertura al público de la sección Cañuelas - Las Flores.